# Quân đội cứu thế Arakan Rohingya
Quân đội cứu thế Arakan Rohingya (tiếng Miến Điện: အာရ်ကန်ရိုဟင်ဂျာ ကယ်တင်ရေးတပ်မတော်; viết tắt ARSA trong tiếng Anh), cũng được biết đến với cái tên cũ là Harakah al-Yaqin (nghĩa là Phong trào Niềm tin) là nhóm nổi loạn người Rohingya hoạt động ở miền bắc bang Rakhine, Myanmar. Theo bản báo cáo của Nhóm Khủng hoảng Quốc tế tháng 12 năm 2016, do Ata Ullah, một người đàn ông Rohingya sinh ra ở Karachi, Pakistan, và lớn lên ở Mecca, Ả Rập Xê Út.. Các thành viên khác của ban lãnh đạo bao gồm một ủy ban của người di cư Rohingya ở Ả Rập Xê Út.
Theo người thẩm vấn chính của các nghi can của ARSA bị giam ở Sittwe, Cảnh sát trưởng Yan Naing Latt, mục tiêu của nhóm là tạo ra một "nhà nước Hồi giáo dân chủ cho người Rohingya" ở Myanmar. Mặc dù không có bằng chứng vững chắc liên kết ARSA với các nhóm Hồi giáo nước ngoài, chính phủ Miến Điện nghi ngờ nhóm này tham gia và trợ cấp bởi các Nhà Hồi giáo nước ngoài.. Chính phủ Miến Điện cũng cáo buộc ARSA giết chết 34 đến 44 thường dân và bắt cóc 22 người khác trong các cuộc tấn công trả đũa đối với những người mà ARSA đã nhận thức là cộng tác viên của chính phủ. Những tuyên bố này đã bị ARSA bác bỏ, những người tuyên bố rằng họ "không liên kết với các nhóm khủng bố hay những người Hồi giáo ngoại quốc" và rằng "mục tiêu duy nhất của họ là chế độ Miến Điện áp bức".
Vào ngày 26 tháng 8 năm 2017, Uỷ ban Trung ương về Khủng bố Myanmar đã tuyên bố tổ chức khủng bố ARSA theo luật chống khủng bố của nước này. Tuy nhiên vào ngày 28 tháng 8, nhóm phát hành một tuyên bố, kêu gọi các cáo buộc của chính phủ chống lại nó là "vô căn cứ" và tuyên bố rằng mục đích chính của nó là bảo vệ quyền của Rohingya.